# Ulica Sereno Fenn’a w Krakowie
Ulica Sereno Fenn’a – ulica w Krakowie, w dzielnicy I Stare Miasto, na Piasku. Znajduje się na obszarze dawnej jurydyki Biskupie. Łączy ulicę Krowoderską z ulicą Biskupią.
Wytyczona pod koniec lat 20. XX wieku. Jej nazwa, upamiętniająca Sereno Fenna, fundatora budynku krakowskiego ogniska Polskiej YMCA (stojącego niedaleko przy ulicy Krowoderskiej), obowiązywała od roku 1933 do 1950. W roku 1950 zmieniono jej nazwę na ul. Stefana Jaracza, a w 1991 przywrócono jej pierwotną nazwę.
Zabudowa ulicy została wzniesiona w latach 1931–1940. Modernistyczne kamienice: nr 2 (z godłem w nadprożu) wzniesiono według projektu Fryderyka Tadaniera, nr 4 według projektu Wacława Krzyżanowskiego.
W okresie okupacji hitlerowskiej przy ulicy Sereno Fenn’a 14/8 mieszkał Oskar Schindler.

## Zabudowa[5]
- ul. Sereno Fenn’a 3 – kamienica, proj. Józef Taub, 1938.
- ul. Sereno Fenn’a 4 – kamienica, proj. Wacław Krzyżanowski, 1936.
- ul. Sereno Fenn’a 5 – kamienica, proj. Ludwik Gintel, 1938.
- ul. Sereno Fenn’a 6 – kamienica, proj. Roman Weindling, 1940.
- ul. Sereno Fenn’a 8 – kamienica, proj. Fryderyk Tadanier, 1935.
- ul. Sereno Fenn’a 10 – kamienica, proj. Ludwik Wojtyczko, 1931.
- ul. Sereno Fenn’a 12 – kamienica, proj. Władysław Jurgowski, 1932.
- ul. Sereno Fenn’a 14 – kamienica, proj. Janusz Zarzecki, 1932.

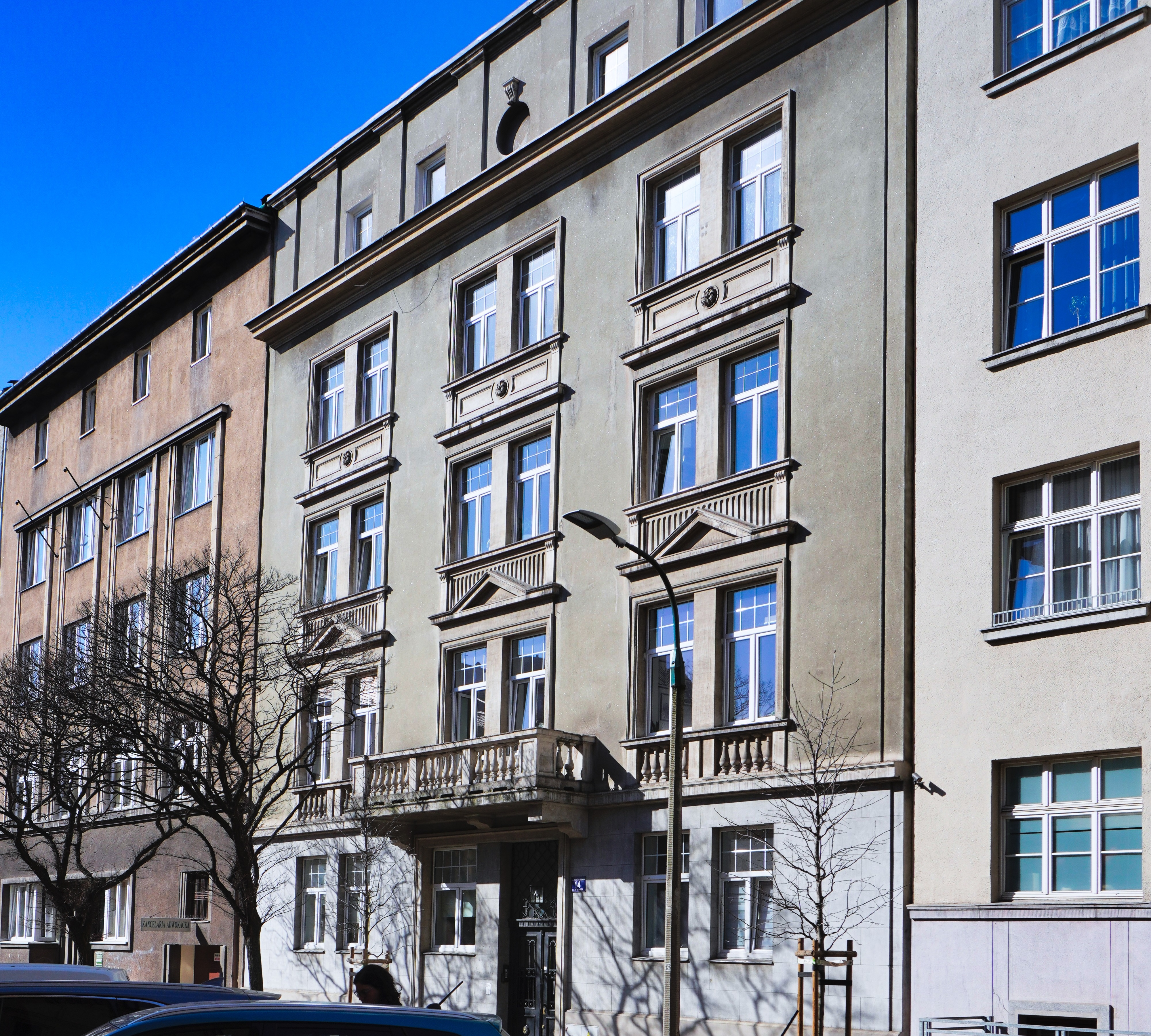
ul. Sereno Fenn’a 14 Kamienica (proj. Janusz Zarzecki, 1932)